# Erststock-Beizli

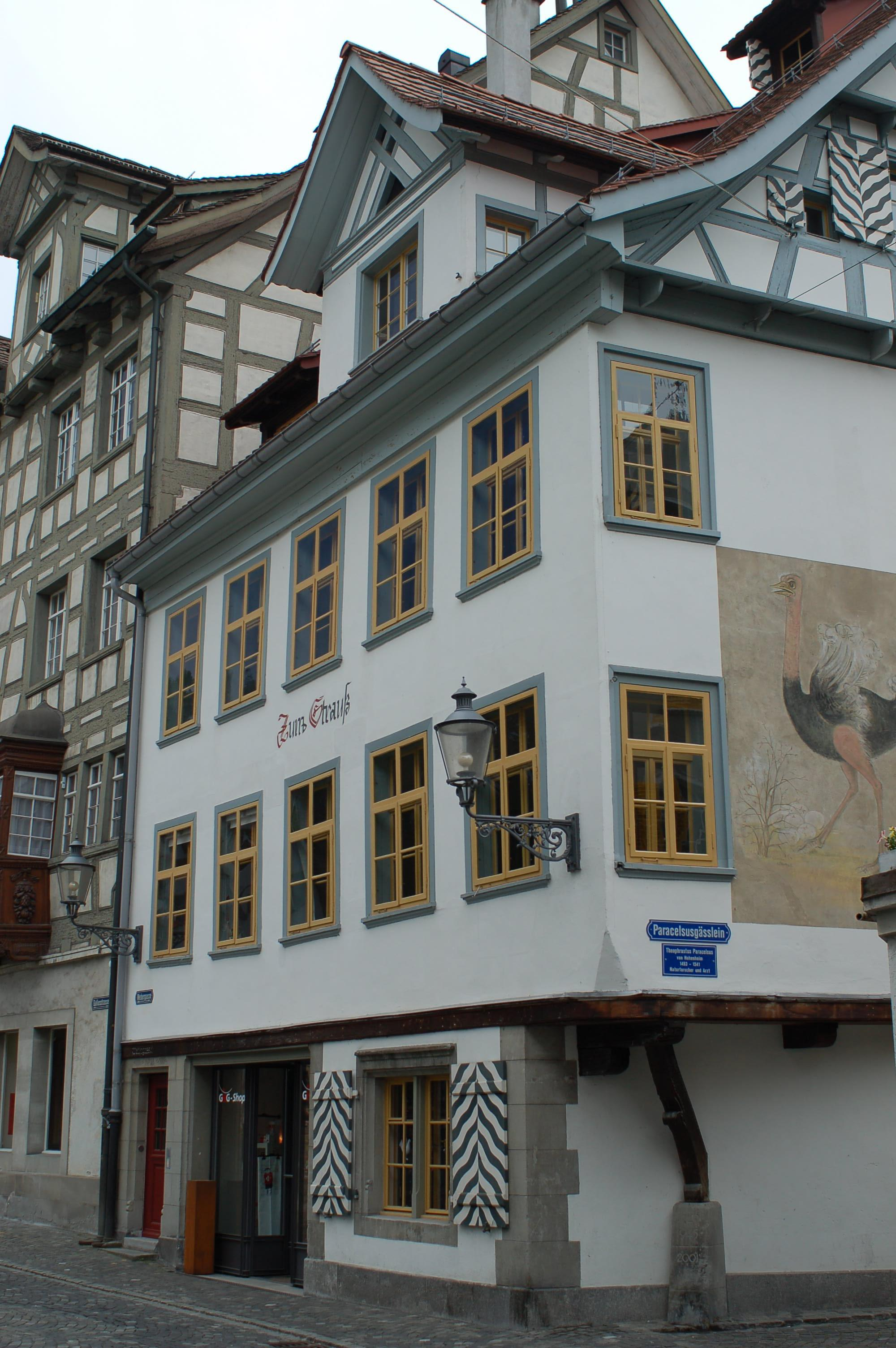
Erststockbeizli «Zum Strauß»

Die Erststock-Beizli oder Erststockbeizli sind charakteristische traditionelle Restaurants und Weinstuben in der Schweizer Stadt St. Gallen, die sich in den ersten Stockwerken von historischen Fachwerkhäusern in der Altstadt befinden. Die Bezeichnung Beizli ist die Verkleinerungsform des in der deutschsprachigen Schweiz verwendeten Begriffes Beiz (Schriftdeutsch: Schänke, Kneipe). Das ursprünglich aus dem Hebräischen stammende Wort ist in der Form Boazn auch  in Teilen Bayerns in der gleichen Bedeutung gebräuchlich (in Österreich: Beisl).

## Beschreibung
Wegen des weichen Baugrundes wurden viele der heute noch gut erhaltenen historischen Fachwerkhäuser in der Altstadt von St. Gallen, die teilweise mehr als fünfhundert Jahre alt sind, auf Holzpfählen errichtet. In die Räume im Erdgeschoss drang nur wenig Tageslicht. Deshalb wurde früher im Parterre nur das Vieh untergebracht oder Ware verkauft, die Wirtsstuben wurden jedoch in die ersten Stockwerke verlegt, wo es wesentlich heller war.
In manchen Erststock-Beizli sind noch gotische Deckenbalken erhalten. Niedrige Decken und holzgetäfelte Wände tragen zum gemütlichen Ambiente der Räume bei. Von den erhöht liegenden Restaurantplätzen aus lässt sich das Treiben auf den Strassen und Plätzen beobachten. Die St. Galler Erststock-Beizli haben sich zu einer überregional bekannten Touristen-Attraktion entwickelt, die in zahlreichen Reiseführern Erwähnung findet. Die meisten von ihnen befinden sich am Marktplatz und im Bereich rund um das Kloster.
Eines der bekanntesten Erststock-Beizli, das Restaurant Zum goldenen Schäfli, befindet sich im letzten noch erhaltenen Zunfthaus der Stadt.

## Bekannte Erststock-Beizli (Auswahl)
- Zum Goldenen Schäfli, Metzgergasse 5
- Zur alten Post, Gallusstrasse 4
- Weinstube Zum Bäumli, Schmiedgasse 18
- Neubad, Bankgasse 6
- Zum Schwarzen Adler, Marktplatz 12